# 존 스노우 (등장인물)
존 스노우(영어: Jon Snow)는 조지 R. R. 마틴의 판타지 소설 시리즈 《얼음과 불의 노래》와 이 소설을 바탕으로 한 텔레비전 드라마 《왕좌의 게임》의 등장인물이다. 소설에서 스노우는 중요한 관점에서의 인물이며, 텔레비전 드라마에서도 가장 인기있는 등장인물 중 하나이며 뉴욕 타임스는 소누으를 작가의 가장 훌륭한 작품 중 하나로 소개하고 있다.